# Neal Kay
Neal Kay (geb. 10. Februar 1950) ist ein britischer DJ, der ab Ende der 1970er-Jahre eine Schlüsselrolle in der Entwicklung des Musikgenres New Wave of British Heavy Metal einnahm und Bands wie Iron Maiden und Praying Mantis förderte.

## Leben
Nachdem er sich durch Beschäftigung in Berliner Nachtclubs profunde Kenntnisse der zeitgenössischen Rockszene hatte verschaffen können, übernahm er im Jahr 1975 einen Posten als DJ im Londoner Club The Bandwagon. Zusätzlich zu dem ihm zur Verfügung stehenden Wochentag übernahm er auch die Musikauswahl am Sonntag unter der Bezeichnung London's Only Heavy Rock Disco. Diese Shows wurden mit über 500 Gästen bald zu den bestbesuchten Veranstaltungen des The Bandwagon und fanden nach kurzer Zeit an fünf Tagen in der Woche statt. Mit Musik von Bands wie Black Sabbath, Led Zeppelin, Rush und Thin Lizzy etablierte sich die nun Heavy Metal Soundhouse genannte Veranstaltung als Alternative zu den damals in London verbreiteten Punk- und New-Wave-Clubs. Zusätzlich zu den Disco-Abenden spielten bald regelmäßig Nachwuchs-Bands live im The Bandwagon, darunter Samson, Angel Witch, Praying Mantis, Nutz und Saxon. Die ebenfalls junge Band Iron Maiden schickte Kay eine Demoaufnahme mit vier Liedern, die er in sein Programm aufnahm. Diese Aufnahme wurde später als The Soundhouse Tapes veröffentlicht und die für das Schallplattencover verwendeten Bandfotos wurden im The Bandwagon aufgenommen.

„Ich denke am wichtigsten war die Demoaufnahme und dass sie im Soundhouse von Neal Kay gespielt wurde, weil das das Interesse der Leute an der Band geweckt hat.“

Besondere Aufmerksamkeit erhielten auch die von Besuchern des Clubs gewählten und von Neal Kay zusammengestellten Charts der beliebtesten Lieder. Diese wurden unter anderem regelmäßig im britischen Musikmagazin Sounds abgedruckt. Kay war zudem an der Zusammenstellung der Kompilation Metal for Muthas beteiligt und verfasste Liner Notes für selbige. Außerdem ging er mit Bands wie Iron Maiden, Praying Mantis und Saxon auf Tour und sorgte für die musikalische Untermalung vor den Auftritten der Bands.
Die Veranstalter einer konkurrierenden Heavy-Metal-Disco überzeugten im Jahr 1980 die Besitzer des The Bandwagon, dort Veranstaltungen anstelle des Heavy Metal Soundhouse durchzuführen, was aufgrund des ausbleibenden Erfolges weniger als ein Jahr später zur Schließung des Lokals führte. Neal Kay und das Soundhouse zogen daraufhin in den Londoner Pub The Headstone, bis auch dieser im Jahr 1982 schließen musste. Kay nahm im Anschluss DJ-Posten in den Clubs The Clay Pigeon in Eastcote, wo er bis 1992 tätig war, und The Queens Arms in Harrow an.
In den 1990er-Jahren stellte Neal Kay eine neue Kompilation namens Metal for Muthas '92 zusammen, lebte zeitweise in Japan und Portugal und arbeitete als Musikproduzent. Vereinzelt veranstaltete er einzelne Konzerte unter dem Namen Soundhouse Reunion in wechselnden Clubs.